# كلارا براينت
كلارا براينت (بالإنجليزية: Clara Bryant)‏ هي محامية وممثلة أمريكية، ولدت في 7 فبراير 1985 بغلينديل في الولايات المتحدة.

## وصلات خارجية
- كلارا براينت على موقع IMDb (الإنجليزية)
- كلارا براينت على موقع روتن توميتوز (الإنجليزية)
- كلارا براينت على موقع أول موفي (الإنجليزية)
- كلارا براينت على موقع قاعدة بيانات الفيلم (الإنجليزية)